# 羚羊号历险记
《羚羊号历险记》（The Return of the Antelope），1986年-1988年播出的英国电视连续剧。

## 情节简介
故事发生在19世纪中叶，三个只有几英寸高的小矮人搭乘帆船“羚羊号”出海却不幸遭遇海难，被一对在海边度假的加斯坦顿家的兄妹俩杰拉尔德和菲丽帕所搭救。兄妹入住的家庭旅馆的老板娘萨拉和老板娘那不务正业的弟弟哈韦尔发现了这个秘密，千方百计想要抓住三个小矮人。在旅馆好心的厨娘米丽的帮助下，兄妹俩把小矮人们带回了伦敦的家里，并安顿在自己的玩具房子里。哈韦尔贼心不死，居然尾随到伦敦，三番数次伪装成魔术师、照相馆顾客等等，不惜代价要把三个小矮人抓到手。

## 演员列表
- Julie Shipley / 奶妈(Nanny)
- Gail Harrison / 布莱尔卡(Brelca)1，三个小矮人中的女水手
- Annie Hulley / 布莱尔卡(Brelca)2 ，三个小矮人中的女水手（第三、四季）
- John Quentin / 福斯曼(Fistram) ，三个小矮人中的年轻高个子水手，有点神经质
- John Branwell / 斯佩尔布什(Spelbush)，三个小矮人中的年长水手，喜欢倚老卖老的胖老头
- Alan Bowyer / 杰拉尔德(Gerald)， 加斯坦顿家的男孩
- Claudia Gambold / 菲丽帕(Philippa)， 加斯坦顿家的女孩
- Paul Chapman / 哈韦尔·明钦(Harwell Mincing)，一号反派，不务正业总想抓住小矮人发财
- Stephanie Cole / 萨拉·明钦(Sarah Mincing)，哈韦尔的姐姐，在海边经营一家濒临倒闭的家庭旅馆
- Derek Farr / 加斯坦顿先生(Mr. Garstanton)1，兄妹俩的祖父，经营照相馆
- Richard Vernon / 加斯坦顿先生(Mr. Garstanton) 2，兄妹俩的祖父，经营照相馆 （第三、四季）
- Fiona McArthur / 米丽(Millie)，好心的厨娘，先是在明钦的旅馆工作，被解雇后和兄妹俩到伦敦，在加斯坦顿家继续当厨娘
- Erica Sail / 埃米丽(Emily Wilkins)，第三、四季中的乞丐妹妹，被加斯坦顿收养
- Garry Halliday / 欧内斯特(Ernest)，第三、四季中的乞丐哥哥，被加斯坦顿收养

## 中文译制配音
此片引进后由辽宁电视台与辽宁人民艺术剧院合作译制配音。主要配音演员如下：
- 布莱尔卡：邓常兰
- 福斯曼：刘喜瑞
- 斯佩尔布什：方树桥
- 哈韦尔：陈大千
- 萨拉：石宝兰
- 加斯坦顿：杨光